# Eidgenössisches Departement für auswärtige Angelegenheiten
Das Eidgenössische Departement für auswärtige Angelegenheiten EDA (französisch Département fédéral des affaires étrangères DFAE, italienisch Dipartimento federale degli affari esteri DFAE, rätoromanisch Departament federal d’affars exteriursⓘ DFAE, englisch Federal Department of Foreign Affairs FDFA), so bezeichnet seit 1979, ist eines der sieben Departemente der Schweizer Regierung, des Bundesrates. Es entspricht im Aufgabenbereich den Aussenministerien in anderen Staaten. Vorsteher des EDA ist seit dem 1. November 2017 Ignazio Cassis (FDP).

## Geschichte

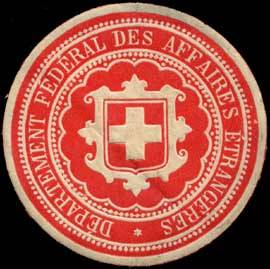
Französischsprachige Siegelmarke Département fédéral des affaires étrangères

Ursprünglich übernahm der jeweilige Bundespräsident die Leitung des «Politischen Departements» (PD) für jeweils ein Jahr. 1888 wurde das Departement von Numa Droz umgestaltet, der dem Departement gleich fünf Jahre vorstand. 1896 bis 1914 kehrte der Bundesrat dann wieder zum ursprünglichen System zurück.
Seit dem 1. September 2024 darf das EDA-Personal bei Langstreckenflügen in der Regel nur noch Economy Class anstelle von Business Class fliegen.

### Bezeichnungen
- 1848: Politisches Departement
- 1888: Departement des Äussern
- 1896: Politisches Departement
- 1979: Eidgenössisches Departement für auswärtige Angelegenheiten (EDA)

## Aufgaben
Die Aufgabe des EDA besteht in der Wahrung der Interessen der Schweiz im und gegenüber dem Ausland. Mittel hierzu ist die schweizerische Aussenpolitik, deren Ziele in Art. 54 Abs. 2 der Bundesverfassung (BV) wie folgt festgelegt sind:

«Der Bund setzt sich ein für die Wahrung der Unabhängigkeit der Schweiz und für ihre Wohlfahrt; er trägt namentlich bei zur Linderung von Not und Armut in der Welt, zur Achtung der Menschenrechte und zur Förderung der Demokratie, zu einem friedlichen Zusammenleben der Völker sowie zur Erhaltung der natürlichen Lebensgrundlagen.»

## Bereiche
- Generalsekretariat
  - Präsenz Schweiz
- Staatssekretariat
  - Abteilung Europa
  - Abteilung Eurasien
  - Abteilung Amerikas
  - Abteilung MENA (Mittlerer Osten und Nordafrika)
  - Abteilung Asien und Pazifik
  - Abteilung Afrika
  - Abteilung UNO
  - Abteilung Frieden und Menschenrechte
  - Abteilung Internationale Sicherheit
  - Abteilung Wohlstand und Nachhaltigkeit
  - Abteilung Digitalisierung
  - Abteilung Policy Planning
  - Krisenmanagement-Zentrum
  - Abteilung Protokoll
  - Abteilung Events
- Direktion für Ressourcen (DR)
- Konsularische Direktion (KD)
- Direktion für Völkerrecht (DV)
- Direktion für Entwicklung und Zusammenarbeit (DEZA)

## Vorsteher des Departements
| Jahr      | Bild | Name (Lebensdaten)                    | Partei            |
| --------- | ---- | ------------------------------------- | ----------------- |
| 1848–1849 |      | Jonas Furrer (1805–1861)              | freis.            |
| 1850      |      | Henri Druey (1799–1855)               | freis.            |
| 1851      |      | Josef Munzinger (1791–1855)           | freis.            |
| 1852      |      | Jonas Furrer (1805–1861)              | freis.            |
| 1853      |      | Wilhelm Matthias Naeff (1802–1881)    | freis.            |
| 1854      |      | Friedrich Frey-Herosé (1801–1873)     | freis.            |
| 1855      |      | Jonas Furrer (1805–1861)              | freis.            |
| 1856      |      | Jakob Stämpfli (1820–1879)            | freis.            |
| 1857      |      | Constant Fornerod (1819–1899)         | freis.            |
| 1858      |      | Jonas Furrer (1805–1861)              | freis.            |
| 1859      |      | Jakob Stämpfli (1820–1879)            | freis.            |
| 1860      |      | Friedrich Frey-Herosé (1801–1873)     | freis.            |
| 1861      |      | Josef Martin Knüsel (1813–1889)       | freis.            |
| 1862      |      | Jakob Stämpfli (1820–1879)            | freis.            |
| 1863      |      | Constant Fornerod (1819–1899)         | freis.            |
| 1864      |      | Jakob Dubs (1822–1879)                | freis.            |
| 1865      |      | Karl Schenk (1823–1895)               | freis.            |
| 1866      |      | Josef Martin Knüsel (1813–1889)       | freis.            |
| 1867      |      | Constant Fornerod (1819–1899)         | freis.            |
| 1868      |      | Jakob Dubs (1822–1879)                | freis.            |
| 1869      |      | Emil Welti (1825–1899)                | freis.            |
| 1870      |      | Jakob Dubs (1822–1879)                | freis.            |
| 1871      |      | Karl Schenk (1823–1895)               | freis.            |
| 1872      |      | Emil Welti (1825–1899)                | freis.            |
| 1873      |      | Paul Cérésole (1832–1905)             | freis.            |
| 1874      |      | Karl Schenk (1823–1895)               | freis.            |
| 1875      |      | Johann Jakob Scherer (1825–1878)      | freis.            |
| 1876      |      | Emil Welti (1825–1899)                | freis.            |
| 1877      |      | Joachim Heer (1825–1879)              | freis.            |
| 1878      |      | Karl Schenk (1823–1895)               | freis.            |
| 1879      |      | Bernhard Hammer (1822–1907)           | freis.            |
| 1880      |      | Emil Welti (1825–1899)                | freis.            |
| 1881      |      | Numa Droz (1844–1899)                 | freis.            |
| 1882      |      | Simeon Bavier (1825–1896)             | freis.            |
| 1883      |      | Louis Ruchonnet (1834–1893)           | freis.            |
| 1884      |      | Emil Welti (1825–1899)                | freis.            |
| 1885      |      | Karl Schenk (1823–1895)               | freis.            |
| 1886      |      | Adolf Deucher (1831–1912)             | freis.            |
| 1887–1892 |      | Numa Droz (1844–1899)                 | freis.            |
| 1893–1896 |      | Adrien Lachenal (1849–1918)           | FDP               |
| 1897      |      | Adolf Deucher (1831–1912)             | FDP               |
| 1898      |      | Eugène Ruffy (1854–1919)              | FDP               |
| 1899      |      | Eduard Müller (1848–1919)             | FDP               |
| 1900      |      | Walter Hauser (1837–1902)             | FDP               |
| 1901      |      | Ernst Brenner (1856–1911)             | FDP               |
| 1902      |      | Joseph Zemp (1834–1908)               | kath.-kons.       |
| 1903      |      | Adolf Deucher (1831–1912)             | FDP               |
| 1904      |      | Robert Comtesse (1847–1922)           | FDP               |
| 1905      |      | Marc Ruchet (1853–1912)               | FDP               |
| 1906      |      | Ludwig Forrer (1845–1921)             | FDP               |
| 1907      |      | Eduard Müller (1848–1919)             | FDP               |
| 1908      |      | Ernst Brenner (1856–1911)             | FDP               |
| 1909      |      | Adolf Deucher (1831–1912)             | FDP               |
| 1910      |      | Robert Comtesse (1847–1922)           | FDP               |
| 1911      |      | Marc Ruchet (1853–1912)               | FDP               |
| 1912      |      | Ludwig Forrer (1845–1921)             | FDP               |
| 1913      |      | Eduard Müller (1848–1919)             | FDP               |
| 1914–1917 |      | Arthur Hoffmann (1857–1927)           | FDP               |
| 1917      |      | Gustave Ador (1845–1928)              | LP                |
| 1918–1919 |      | Felix Calonder (1863–1952)            | FDP               |
| 1920–1940 |      | Giuseppe Motta (1871–1940)            | SKVP              |
| 1940–1944 |      | Marcel Pilet-Golaz (1889–1958)        | FDP               |
| 1945–1961 |      | Max Petitpierre (1899–1994)           | FDP               |
| 1961–1965 |      | Friedrich Traugott Wahlen (1899–1985) | BGB               |
| 1966–1970 |      | Willy Spühler (1902–1990)             | SP                |
| 1970–1978 |      | Pierre Graber (1908–2003)             | SP                |
| 1978–1987 |      | Pierre Aubert (1927–2016)             | SP                |
| 1988–1993 |      | René Felber (1933–2020)               | SP                |
| 1993–1999 |      | Flavio Cotti (1939–2020)              | CVP               |
| 1999–2002 |      | Joseph Deiss (* 1946)                 | CVP               |
| 2003–2011 |      | Micheline Calmy-Rey (* 1945)          | SP                |
| 2012–2017 |      | Didier Burkhalter (* 1960)            | FDP.Die Liberalen |
| 2017–     |      | Ignazio Cassis (* 1961)               | FDP.Die Liberalen |

## Personalbestand ab 2001
| Jahr | Vollzeitstellen |
| ---- | --------------- |
| 2001 | 2'588           |
| 2002 | 2'899           |
| 2003 | 2'951           |
| 2004 | 2'930           |
| 2005 | 2'921           |
| 2006 | 2'786           |
| 2007 | 3'300           |
| 2008 | 3'367           |
| 2009 | 3'705           |
| 2010 | 3'919           |
| 2011 | 3'992           |
| 2012 | 4'079           |
| 2013 | 4'240           |
| 2014 | 4'391           |
| 2015 | 4'140           |
| 2016 | 5'598           |
| 2017 | 5'588           |
| 2018 | 5'499           |
| 2019 | 5'489           |
| 2020 | 5'447           |
| 2021 | 5'477           |
| 2022 | 5'469           |
| 2023 | 5'461           |
| 2024 | 5'352           |